# Préaux, Mayenne

Préaux este o comună în departamentul Mayenne, Franța. În 2009 avea o populație de 176 de locuitori.